# Andorra
Az Andorrai Hercegség, másként Andorrai Fejedelemség vagy Andorrai Völgység (katalánul Principat d'Andorra) a Pireneusok keleti részén, Franciaország és Spanyolország között elterülő ország, Európa 6. legkisebb állama, ezzel együtt a legnagyobb európai törpeállam és az Ibériai-félsziget legkisebb független országa. A Pireneusok völgyében egykor elszigetelt ország ma a turizmusnak és a kedvező adózási szabályoknak (ingyenes betegellátás, vámmentesség stb.) köszönhetően virágzik. Nemzetközi szervezeti tagsága: ENSZ (1993 óta).

## Földrajz

Andorra domborzati térképe

### Domborzat
Andorra a Pireneusokban fekszik, az átlagos tengerszint feletti magasság 1996 méter, legmagasabb pontja a Coma Pedrosa 2946 méterrel. A hegyvidéket három keskeny völgy tagolja Y alakban; a völgyben Spanyolország felé halad fő vízfolyása, a Valira folyó.

### Vízrajza
A legjelentősebb folyó a Valira, illetve annak két ága. A nagy félkört leíró Valira del Orient a magashegyi Pessons-tóból ered, az ország keleti részén. A Valira du Nord a legészakibb részen lévő Tristaina-tóból indul ki, nagyjából észak-déli irányban. A két folyó a fővárostól északra egyesül, innen Gran Valira néven halad tovább délre, Spanyolországba.

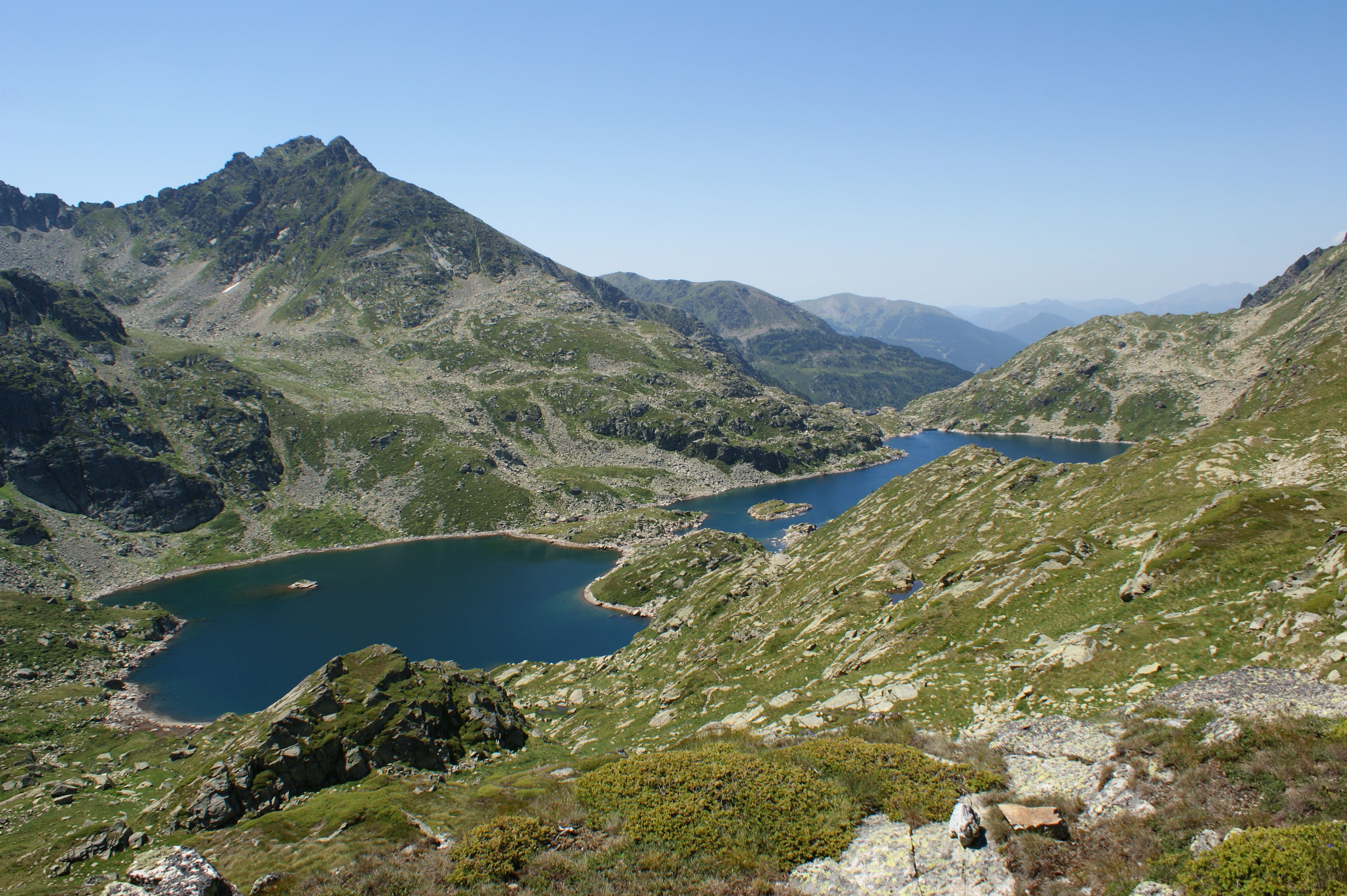
Az Estanys de Juclar

Andorra északkeleti részén található az Estanys de Juclar, az állam legnagyobb tava, amelynek 21,3 hektár a kiterjedése.

### Éghajlat
Andorra klímája szomszédaival megegyező, de a hegyvidék miatt a telek zordabbak és a nyarak enyhébbek. A hóhatár nyáron általában 2500 méter felett van.

### Élővilág, természetvédelem
Eredeti növénytakarója fenyőféléket és lombhullató fajokat vegyesen tartalmazó erdő volt. Igen sok mezei virág mellett gyakori a rododendron, az írisz, az ibolya, a margaréta, magasabban fekvő helyeken előfordul havasi gyopár, bőven akad gyöngyvirág. Tavasz végén virágzik a nárcisz, amelynek neve itt grandalla. Az ország lakói ezt nemzeti virágjuknak tekintik. Az erdőkben megél a vadmacska, róka, mezei nyúl, fácán. A szirteken megtalálható a zerge. A gyors hegyi patakokban bőven található pisztráng.

#### Nemzeti parkjai
Andorrának három apró nemzeti parkja van.
A Coma Pedrosa Nemzeti Park Arinsal település fölött található, és az ország legmagasabb csúcsát és az annak környezetében található völgyeket és tengerszemeket foglalja magába.
A Sorteny Nemzeti Park az ország északi szegletében, El Serrat településtől keletre fekvő völgy, amely elsősorban különlegesen gazdag és változatos flórája és faunája védett.
A Madriu-Perafita-Claror völgyekben található Nemzeti Park Andorra la Vellától délkeletre fekszik.

#### Természeti világörökségei
- Madriu–Perafita-Claror-völgy, Unesco világörökségi helyszín. Glaciális völgyben kialakult kultúrtáj.[8]

## Történelem
A katalán törzsek eljutottak Andorra területére is, ahol pásztorközösségekben éltek.
Andorra államalapításának éve 819 volt, amikor a pásztorközösségek jogait írásba foglalták. A hagyomány szerint az andorraiak önrendelkezési joga (szabadságlevél) Nagy Károlytól származik, aki a mórok elleni harcban való helytállásukért adományozta ezt nekik. A terület feletti ellenőrzés a helyi Urgel grófjáé lett, később az Urgelli egyházmegye püspökére szállt. A 11. században a püspök és a szomszédos francia gróf között viszályt szült a terület hovatartozása.
1278-ban a konfliktust társhercegséggel hidalták át, amely szerint az Andorra feletti uralom megosztott a francia Foix grófja (akinek társhercegi címe később a francia államfőre szállt) és a katalán (spanyolországi) La Seu d’Urgell székhelyű Urgelli egyházmegye püspöke között. A társhercegség feudális intézménye által született meg a mai Andorra.
1934-ben egy orosz fehérgárdista tiszt, Borisz Szkoszirev (Boris de Skossyreff) Andorra fejedelmévé kiáltatta ki magát, s egészen 1941-ig próbálkozott a trón megtartásával, de végül az urgelli püspök által küldött csendőrök kiűzték az országból.
Relatív elszigeteltsége miatt Andorrát nem érintette az európai történelem, Spanyolországon és Franciaországon kívül kevés országgal volt kapcsolata. A modern időkben a turizmus és az infrastrukturális (távközlési, közlekedési) fejlesztések azonban változtattak ezen, és magukkal vonták a politikai rendszer 1993-as változását.

## Államszervezet és közigazgatás

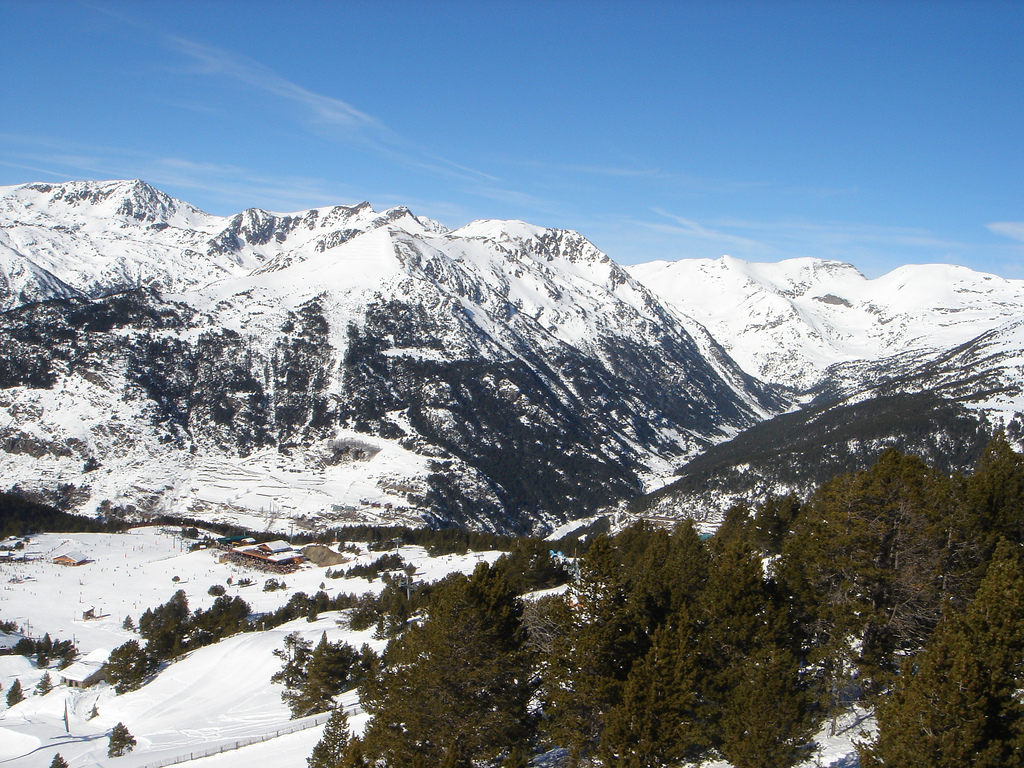
Andorrai táj télen

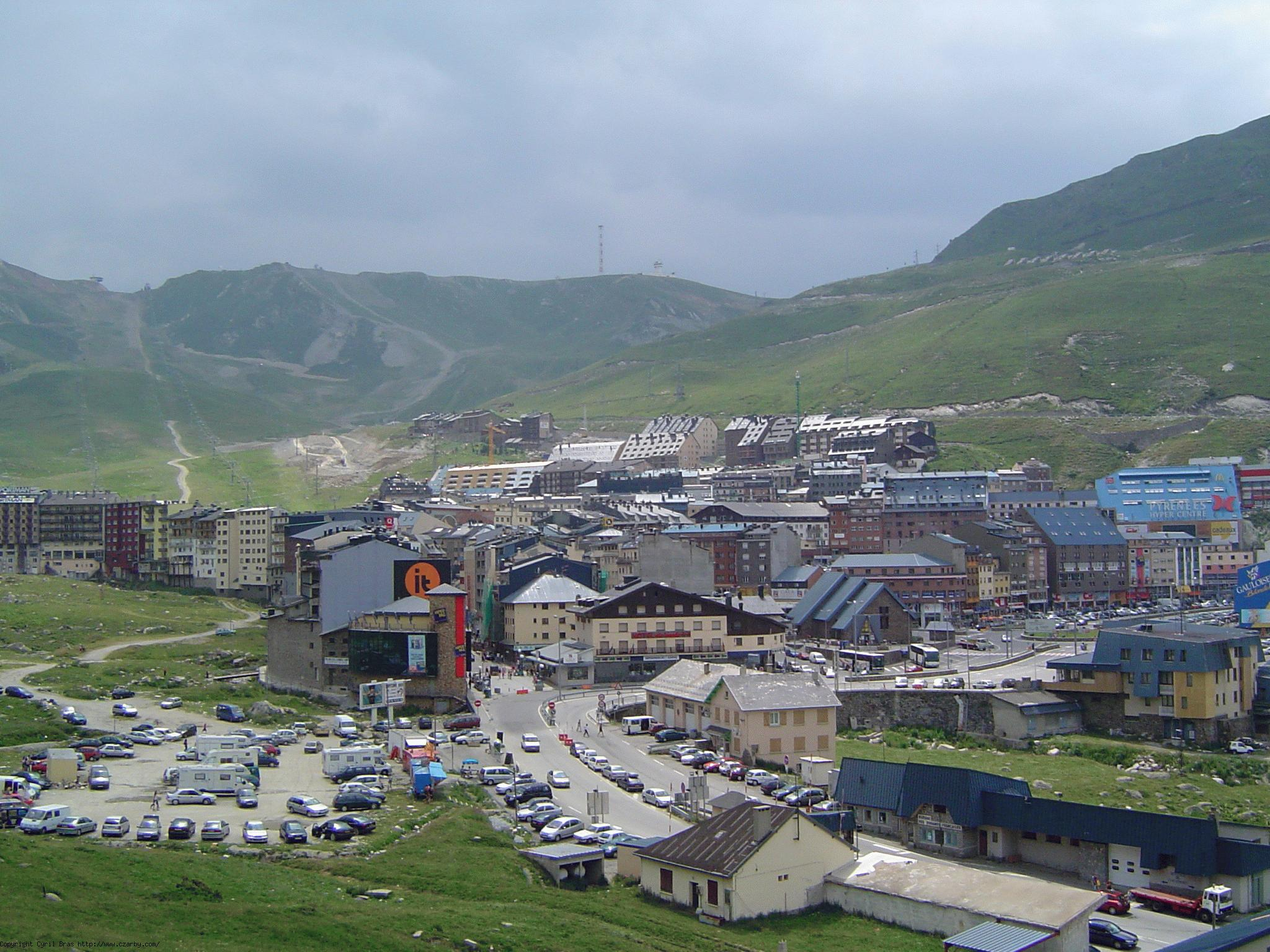
El Pas de la Casa

### Alkotmány, államforma
Egészen a legutóbbi időkig Andorrában a hatalom nem volt felosztva külön végrehajtó, törvényhozó és igazságügyi testületre. Az 1993-ban elfogadott alkotmány szerint Andorra független parlamentáris demokrácia; a társhercegek továbbra is betöltik az államfői funkciót, de a kormányfőé a végrehajtó hatalom. Az államfőnek (társhercegeknek) korlátozott hatalma van, amiben nincs benne a vétójog a kormány tevékenysége felett. Andorrában az államfőket delegáltjaik képviselik.

### Törvényhozás, végrehajtás, igazságszolgáltatás
A fő törvényhozó testület az egykamarás, 28 tagú parlament, a Völgyek Általános Tanácsa (Consell General de les Valls). A képviselőket négyévente választják, 14-et egy közös nemzeti listáról, és 14-et helyben, akik a hét parish (közigazgatási egység, lásd lejjebb) képviselői. A Völgyek Tanácsa választja meg a kormányfőt (Cap de Govern), aki ezután kijelöli kabinetje tagjait, a Végrehajtó Tanácsot (Govern). A hat parókiát választott helyi tanács, a "Comu" irányítja.
Jelenlegi társhercegek:

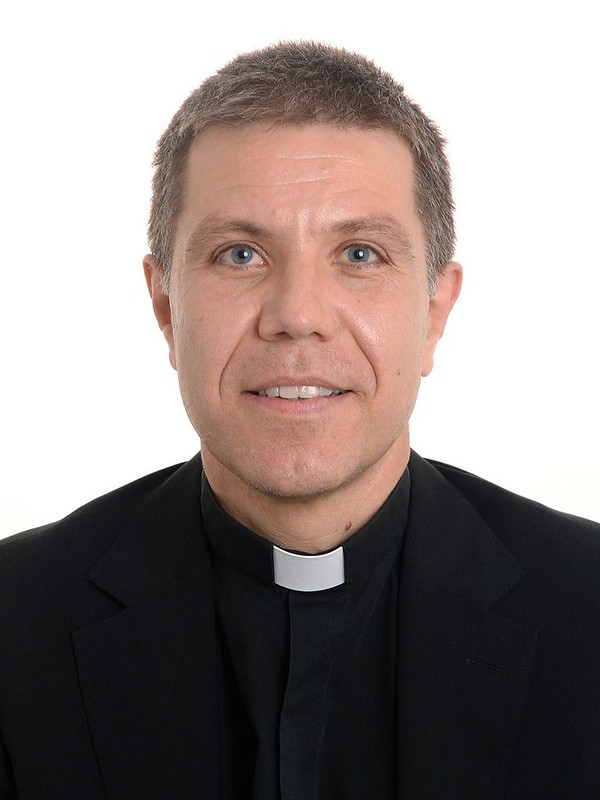
Josep-Lluís Serrano Pentinat, Andorra spanyol társfejedelme és Urgell püspöke

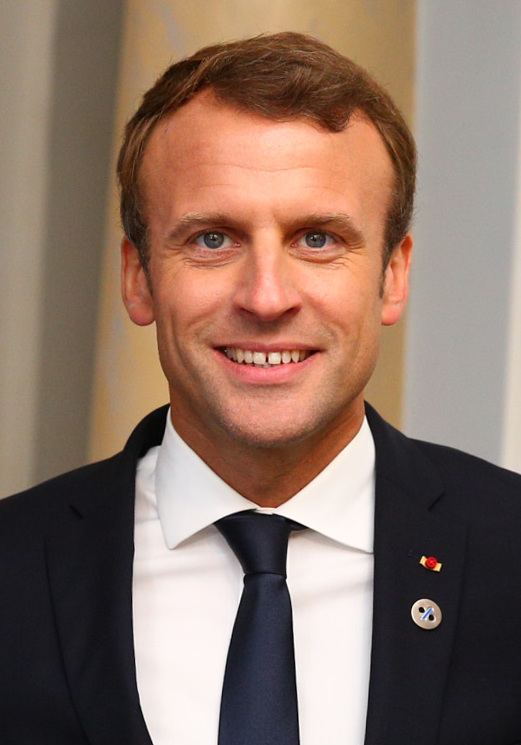
Emmanuel Macron, Andorra francia társfejedelme és Franciaország elnöke

Francia társherceg: Emmanuel Macron francia köztársasági elnök

Spanyol társherceg: Josep-Lluís Serrano Pentinat, Urgell püspöke
Lásd még: Andorra társhercegeinek listája

### Politikai pártok
- Partit Liberal d'Andorra (PLA – Andorrai Liberális Párt)
- Partit Socialdemòcrata (PS – Szociáldemokrata Párt)
- Centre Demòcrata Andorra (CDA – Demokratikus Központ)
- Renovació Democràtica (RD – Demokratikus Fejlődés)

### Az Andorrai Hercegség miniszterelnökei 1982 óta
| Sorszám | Név                           | Hivatalba lépés ideje | Hivatali idő vége | Párt                           |
| ------- | ----------------------------- | --------------------- | ----------------- | ------------------------------ |
| 1       | Òscar Ribas Reig              | 1982. január 8.       | 1984. május 21.   | Partit Nacional Liberal        |
| 2       | Josep Pintat-Solans           | 1984. május 21.       | 1990. január 12.  | Partit Conservador             |
| 3       | Òscar Ribas Reig              | 1990. január 12.      | 1994. december 7. | Agrupament Nacional Democràtic |
| 4       | Marc Forné Molné              | 1994. december 7.     | 2005. május 27.   | Partit Liberal d’Andorra       |
| 5       | Albert Pintat Santolària      | 2005. május 27.       | 2009. június 5.   | Partit Liberal d’Andorra       |
| 6       | Jaume Bartumeu Cassany        | 2009. június 5.       | 2011. április 28. | Partit Socialdemòcrata         |
| 7       | Pere López Agràs (ideiglenes) | 2011. április 28.     | 2011. május 12.   | Partit Socialdemòcrata         |
| 8       | Antoni Martí Petit            | 2011. május 12.       | 2019. május 16.   | Demòcrates per Andorra         |
| 9       | Xavier Espot Zamora           | 2019. május 16.       | hivatalban        | Demòcrates per Andorra         |

### Közigazgatási beosztás

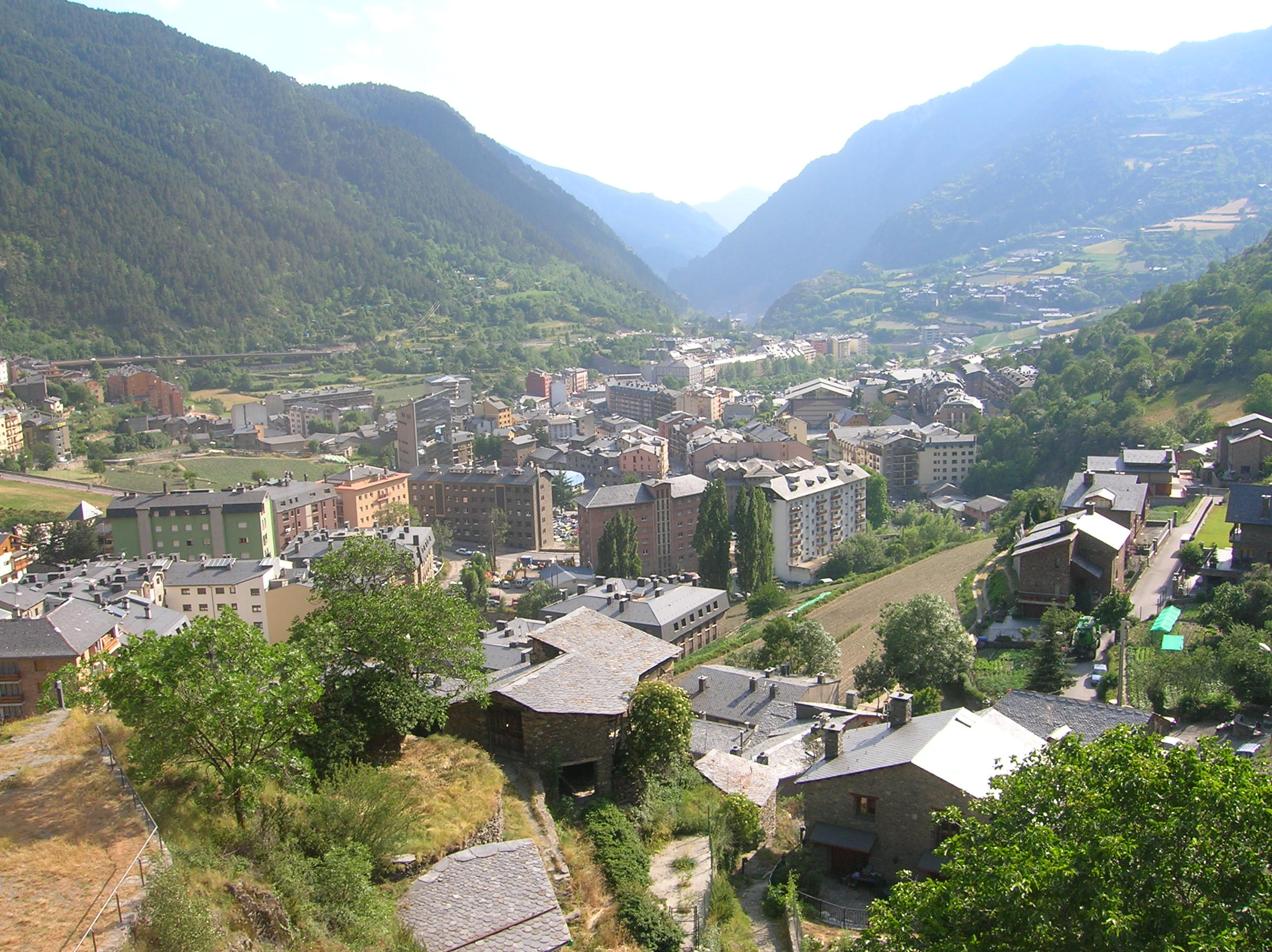
Encamp

Andorra közigazgatásilag hét közösségre (katalánul parròquia, többes számban parròquies) oszlik:
| Andorra közösségeinek térképe | - Andorra la Vella - Canillo - Encamp - Escaldes-Engordany - La Massana - Ordino - Sant Julià de Lòria |

### Védelmi rendszer
Az ország védelme Franciaország és Spanyolország feladata. Az országban nincs se hadsereg, se honvédelmi minisztérium.

## Népessége

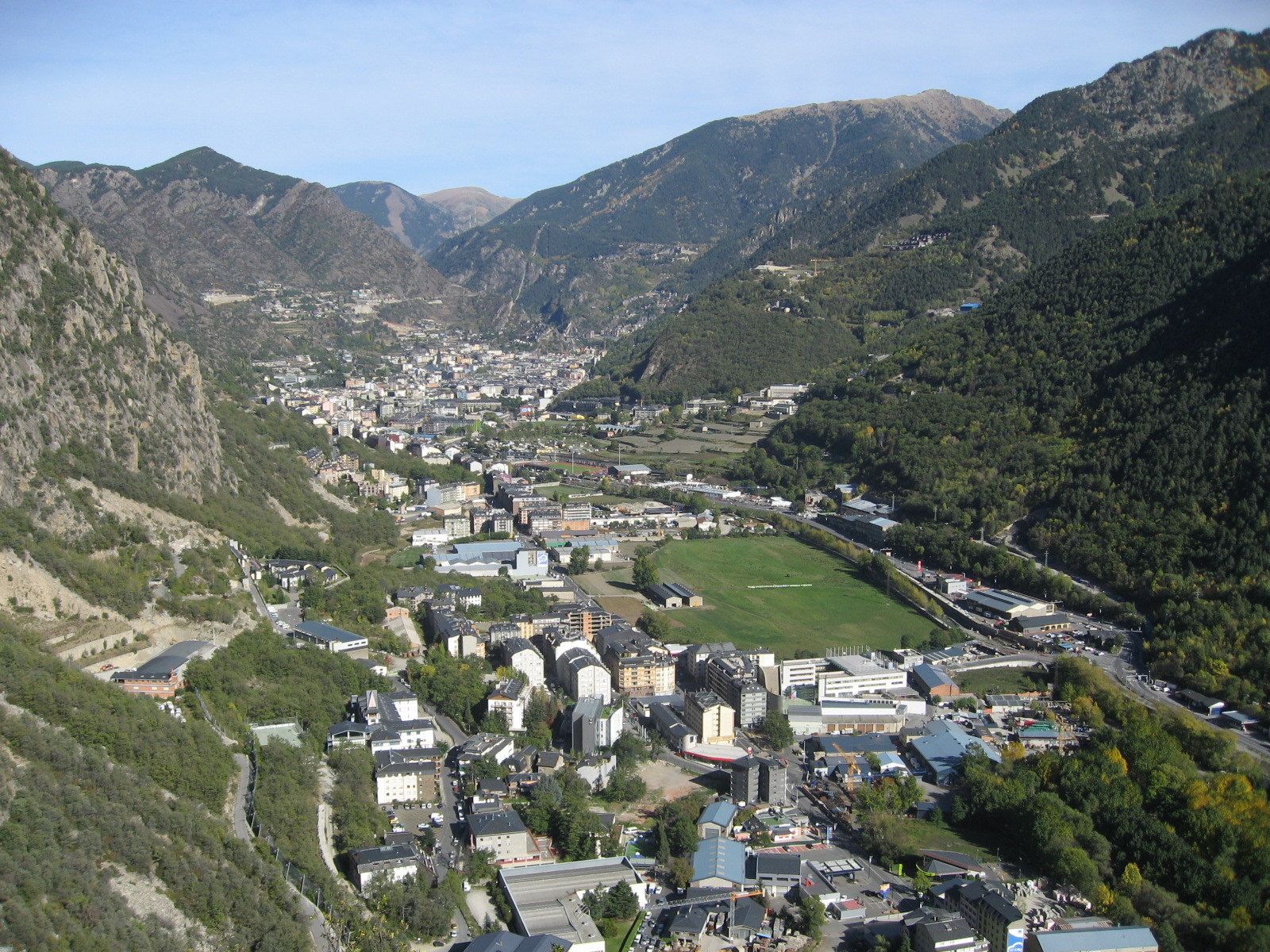
Santa Coloma, Andorra la Vella

### Általános adatok
Lakossága: 76 246 (becsült, 2012. július) korábbi adatok:
- Népsűrűség: 150,7 fő/km²
- Népességnövekedés: 0,842%
- Születéskor várható élettartam: 83,52 év (férfiak: 80,62, nők: 86,62)

### Népességének változása
| Lakosok száma | 5231 | 19 646 | 28 231 | 36 063 | 48 458 | 63 854 | 71 639 | 78 659 | 76 177 | 87 486 |
|               | 1910 | 1966   | 1973   | 1980   | 1987   | 1995   | 2002   | 2009   | 2018   | 2025   |

### Etnikai, nyelvi, vallási megoszlás
Az andorrai katalánok kisebbségben vannak saját országukban, a népességnek csupán 33%-át alkotják. A legnagyobb idegen népcsoport a spanyoloké (33%), a további nagy csoportokat a portugálok (11%), franciák (7%), angolok (2%), és egyéb más népek (4%) alkotják.
A hivatalos nyelv a katalán, a szomszédos spanyol autonóm terület, Katalónia nyelve, amelyhez Andorrát szoros kulturális szálak fűzik. A spanyolt és a francia nyelvet szintén széles körben beszélik.
A domináns vallás a római katolikus, a lakosság 88,2%-a. Az ország védőszentje a Meritxelli Szűzanya. Habár ez nem hivatalos államvallás, az alkotmány elismer egy különleges viszonyt a katolikus egyházzal, felajánlva bizonyos kiváltságokat számára. Más keresztény felekezetek: anglikán egyház,  Egyesítő Egyház,  Új Apostoli Egyház. A kis muszlim közösség elsődlegesen észak-afrikai menekültekből áll. Egy kis hindu és bahá'i közösség is létezik, és nagyjából 100 zsidó is él itt.

### Állampolgárság
Az andorrai állampolgárság elnyeréséhez 20 év folyamatos Andorrában tartózkodás, illetve egy andorrai ős igazolása szükséges.

## Gazdaság

### Általános adatok
Andorra nem teljes jogú tagja az Európai Uniónak, de kapcsolatuk speciális, mivel a készárumozgások terén tagként kezeli az unió (vámmentesség), és EU-n kívüli országnak számít a mezőgazdasági termékek mozgásakor. Saját pénze nincs és soha nem is volt, mindig is a szomszédaiét használta; 1999 előtt ezek a spanyol peseta és a francia frank voltak, azóta ezeket felváltotta az euró. Ellentétben a másik három EU-n kívüli törpeállammal, San Marinóval, Monacóval és a Vatikánnal, Andorra nem kötött megállapodást az Unióval a saját mintás érmék kibocsátására a közös valuta bevezetésekor. 2003-ban Andorra kérvényezte a jogot a saját mintás érmék kiadására. A következő évben az Európai Tanács megkezdte a tárgyalásokat az országgal. Az egyezményt végül 2011 június 30-án írták alá, és 2012. április 1-jén lépett hatályba. Az egyezmény kimondja, hogy Andorra hivatalos pénzneme az euró. 2012 októberében az andorrai pénzügyminiszter, Jordi Cinca bejelentette, hogy az ország első saját euróérméi 2014. január 1-jén kerülnek forgalomba.

### Mezőgazdaság
A mezőgazdasági termelés korlátozott, a földterületnek csupán 2%-a megművelhető, így a legtöbb élelmiszert importálni kell. A legfontosabb tenyészállat a juh.

### Ipar
Az ipari termelés főleg szivar, cigaretta és bútor gyártását jelenti. Nem elhanyagolható bevételi forrást jelentenek az ország vízerőműveiben termelt villamosenergia.

### Szolgáltatás
Fejlett szolgáltatóiparral - főleg kereskedelemmel és idegenforgalommal - rendelkezik.
Andorra gazdaságának motorja az idegenforgalom, ami a GDP 80%-át hozza. Az évi 9 millió turista Andorra vámmentességét, és a nyári és téli üdülőhelyeket keresi. A francia és spanyol gazdaság nyitottabbá válásával az Andorra által nyújtott előnyök kisebbedni látszanak.
A bankszektor szolgáltatásai (az ország egy adóparadicsom) szintén jelentősen hozzájárulnak a bevételekhez.
Az ország gazdasági életében szerepet játszanak a kereskedelmi rádióadók is.

### Kereskedelem
- Exporttermékek: dohánytermékek, bútor.
- Importtermékek: általános élelmiszeripari termékek, luxuscikkek, elektromos áram.
- Főbb kereskedelmi partnerek: Franciaország, Spanyolország, USA.

## Közlekedés

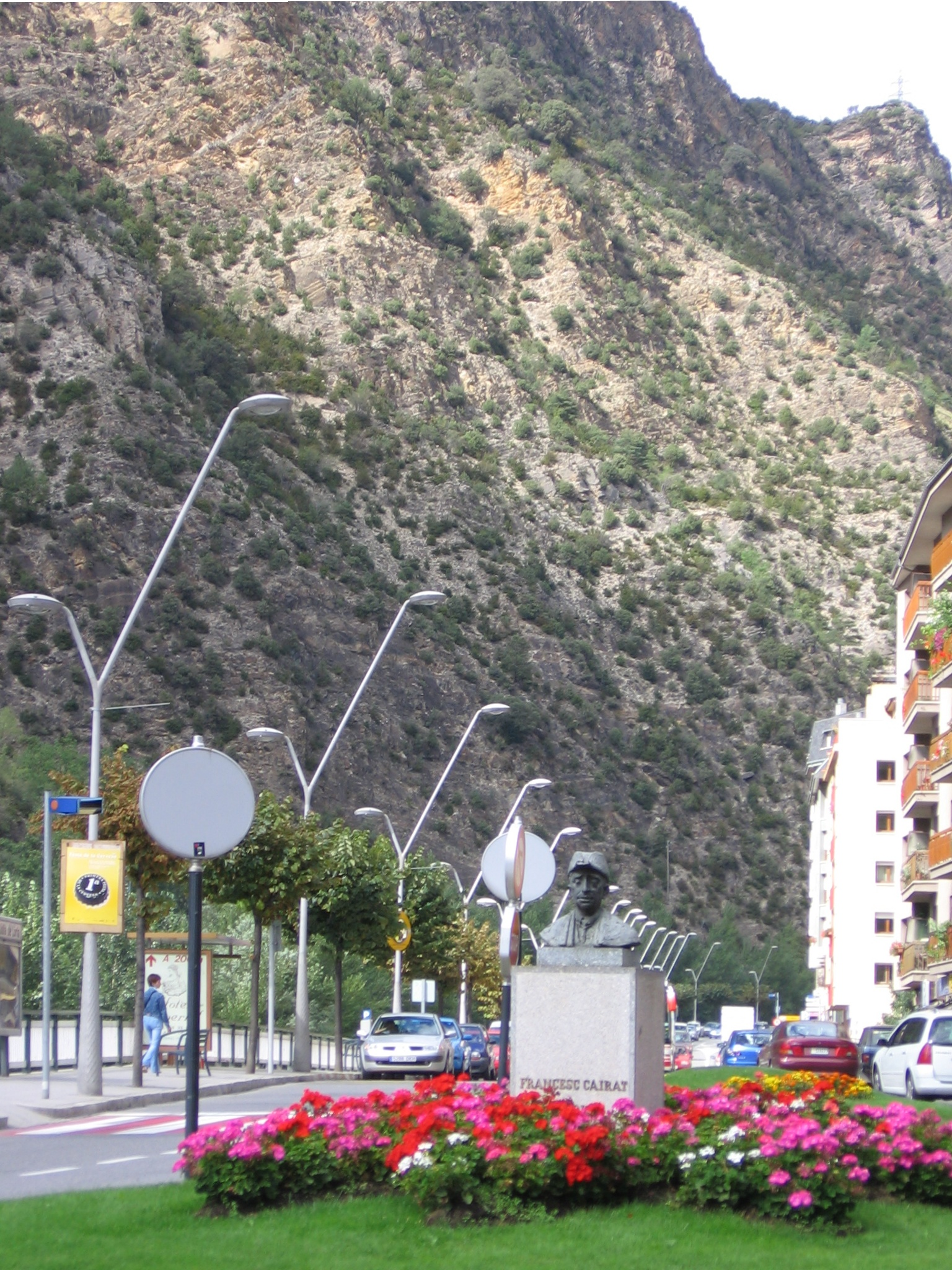
Egy buszmegálló, valamint Francesc Cairat mellszobra Sant Julià de Lòriában

Tömegközlekedése főleg az autóbuszjáratokra épül.
Lásd még: Andorra közlekedése

## Telekommunikáció
| Hívójel prefix | C3 |
| ITU zóna       | 37 |
| CQ zóna        | 14 |

## Kultúra
Andorra történeti és hivatalos nyelve a katalán. Ezzel együtt sokan beszélik a franciát és a spanyolt is.
Andorra kultúrája a katalán kultúra "esszenciája". Egyértelműen felismerhetőek benne a katalán kultúra jegyei.
A régióban két kiemelkedő író is tevékenykedik, mind a ketten andorrai származásúak: Michèle Gazier és Ramon Villeró.
Andorra különböző néptáncoknak is otthona: ilyen például a contrapàs vagy a marratxa, melyek főleg Saint Julià de Lòria területén maradtak fenn. Az andorrai népzenében felfedezhetőek a katalán zene egyes sajátosságai.
A hegyi állam lakói büszkén őrzik hagyományaikat, zenéjüket, táncaikat, ünnepeiket. A legkisebb falunak is meg van a saját egyházi ünnepe, mindenütt, de főként Meritxellben megülik a legnagyobb andorrai ünnepet, Kisboldogasszony napját (szeptember 8.) gyakoriak a búcsúk, vásárok. Mindegyik egy-egy vallási ünnephez kapcsolódik.
Andorra nemzeti ünnepe szeptember 8-án van.

### Gasztronómia
Az andorrai konyha katalán-francia keveredésből jött létre. Hegyvidéki területként nagy szerepe van az étkezésben a vadhúsoknak és a gombáknak. Az ország nagy gondot fordít kulináris hagyományainak megőrzésére, s e célból létrehozta a Receptari de Gastronomia Andorrana nevű receptkánont.
Andorra nemzeti étele az escudella nevű pörkölt, amelyet főleg télen esznek és karácsonykor elmaradhatatlan fogásnak számít. Ezt a fogást többféle húsösszetevő alkotja, úgy mint baromfi-, borjú és sertéshús, ezenkívül adnak hozzá káposztát, krumplit, fehérbabot és csicseriborsót is.
Rendkívül elterjedt az éticsiga fogyasztása. Készítésének speciális andorrai módja, hogy a csigát előzetesen kemencében pörkölik, majd olívaolajjal, sóval, paprikával és fokhagymás majonézzel tálalva fogyasztják. A csiga elkészítésének másik népszerű változata a faszénen történő grillezzés, amit aztán fűszerrel és birsalmalekvárral történő ízesítés kísér.
A vadhúsok közül a leggyakoribb és legkedveltebb a nyúl. A zöldségek közül a legnépszerűbb a cikória.
Andorrában a hagyományos helyi ételeket kínáló éttermeket abordes-nek nevezik. A szó eredetileg a csűrt vagy az istállót takarja, ahol régen az emberek a megtermelt élelmet, takarmányt és gabonát helyezték el, valamint elszállásolták háziállataikat.

## Sport
- Lásd még: Andorrai labdarúgó-válogatott
- Lásd még: Andorra az olimpiai játékokon

## Ünnepek
- január 1.: újév
- január 7.: Szent Júlia napja
- január 17.: Szent Antal napja
- március 14.: Az alkotmány napja
- május 8.: Szent Miguel napja
- május 27.:
- június 18.: d'Escaldes-Engordany napja
- június 29.: Szent Péter napja
- szeptember 8.: Nemzeti ünnep (a társfejedelemségi szerződés napja 1278)
- szeptember 16.: d'Ordino napja
- december 25.: karácsony